# Лук угловатый
Лук углова́тый, или Мыши́ный чесно́к (лат. Állium angulósum) — многолетнее травянистое растение, вид рода Лук (Allium) семейства Луковые (Alliaceae).

## Ботаническое описание

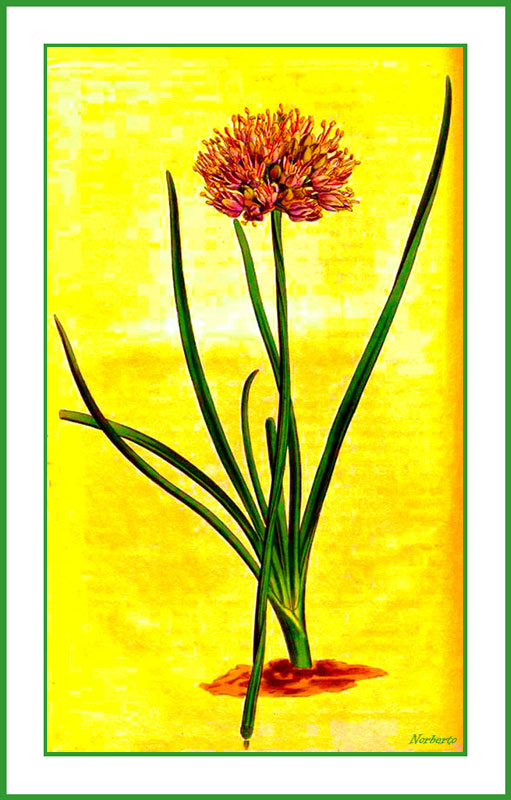
Ботаническая иллюстрация Дж. Симса из Curtis's botanical magazine, 1809

Луковицы узко-конические, толщиной 0,5–0,75 см, по 1–3 прикреплены к горизонтальному или восходящему корневищу, с сероватыми, пленчатыми, цельными оболочками. Стебель высотой 25—50 см, угловатый, тонкий.
Листья в числе пяти–шести, у основания стебля сближенные, килеватые, узколинейные, шириной 2–4 мм, тупые, гладкие, прямые, длиннее половины стебля.
Зонтик пучковато-полушаровидный или чаще полушаровидный, многоцветковый, густой. Листочки широко-колокольчатого околоцветника розово-фиолетовые, с малозаметной жилкой, длиной 6–7 мм, острые, продолговатые, почти равные. Нити тычинок немного или на четверть короче листочков околоцветника, при самом основании между собой и с околоцветником сросшиеся, цельные, шиловидные, внутренние немного шире. Столбик не выдаётся из околоцветника.
Коробочка почти в полтора раза короче околоцветника.

## Распространение и экология
В природе ареал вида охватывает практически всю территорию Европы, Сибирь и Киргизию.
Произрастает на лугах.

## Хозяйственное значение и применение
Листья лука угловатого идут в пищу.

## Таксономия
Вид Лук угловатый входит в род Лук (Allium) семейства Луковые (Alliaceae) порядка Спаржецветные (Asparagales).
|  |                                      |  |                                                             |                                                             |                   |  | ещё 24 семейства (согласно Системе APG II) | ещё 24 семейства (согласно Системе APG II) |                     |  |  |  | ещё более 870 видов |
|  |                                      |  |                                                             |                                                             |                   |  | ещё 24 семейства (согласно Системе APG II) | ещё 24 семейства (согласно Системе APG II) |                     |  |  |  | ещё более 870 видов |
|  |                                      |  |                                                             | порядок Спаржецветные                                       |                   |  |                                            |                                            | род Лук             |  |  |  |                     |
|  |                                      |  |                                                             | порядок Спаржецветные                                       |                   |  |                                            |                                            | род Лук             |  |  |  |                     |
|  | отдел Цветковые, или Покрытосеменные |  |                                                             |                                                             | семейство Луковые |  |                                            |                                            | вид Лук угловатый   |  |  |  |                     |
|  | отдел Цветковые, или Покрытосеменные |  |                                                             |                                                             | семейство Луковые |  |                                            |                                            |                     |  |  |  |                     |
|  |                                      |  | ещё 44 порядка цветковых растений (согласно Системе APG II) | ещё 44 порядка цветковых растений (согласно Системе APG II) |                   |  |                                            | ещё около 300 родов                        | ещё около 300 родов |  |  |  |                     |
|  |                                      |  |                                                             | ещё 44 порядка цветковых растений (согласно Системе APG II) |                   |  |                                            |                                            | ещё около 300 родов |  |  |  |                     |

### Синонимы
По данным The Plant List на 2010 год, в синонимику вида входят:
- Allium acutangulum Schrad.
- Allium angulare Pall.
- Allium angulatum Pall.
- Allium angulosum Krock., nom. illeg.
- Allium calcareum Wallr.
- Allium danubiale Spreng.
- Allium inodorum Willd., nom. illeg.
- Allium laxum G.Don
- Allium lusitanicum F.Delaroche, nom. illeg.
- Allium microcephalum Willd. ex Kunth, nom. inval.
- Allium odorum Kar. & Kir., nom. illeg.
- Allium reticulatum Wallr., nom. illeg.
- Allium senescens Suter
- Allium stramineum Schur, nom. illeg.
- Allium triquetrum Schrad. ex Schult. & Schult.f., nom. inval.
- Allium uliginosum Kanitz, nom. illeg.
- Cepa angulosa (L.) Bernh.
- Maligia fastigiata Raf.
- Xylorhiza angulosa (L.) Salisb., nom. inval.